# Ciudad Real (pokrajina)
Ciudad Real je provincija u središnjoj Španjolskoj u jugozapadnom dijelu autonomne zajednice Kastilja-La Mancha.
Provincija ima 519.613 stanovnika (1. siječnja 2014.). Prostire se na 19.813 km². Sjedište provincije je grad Ciudad Real. Službeni jezik je španjolski.

## Vanjske poveznice
- Službene stranice